# Quartarolo
Quartarolo war ein italienisches Volumenmaß und als Getreide- und Ölmaß in Bologna in Anwendung.
- 1 Quartarolo = 4 Quarticino/Cupo/Quarticeno = 465 Pariser Kubikzoll = 9,2 Liter